# Drew Barry
Drew William Barry (ur. 17 lutego 1973 w Oakland) – amerykański koszykarz, występujący na pozycji rzucającego obrońcy.
Pochodzi z koszykarskiej rodziny. Jego ojciec Rick jest członkiem Koszykarskiej Galerii Sław im. Jamesa Naismitha oraz jednym z 50. najlepszych zawodników w historii NBA. Jego brat Brent jest dwukrotnym mistrzem NBA (2005, 2007), liderem NBA w skuteczności rzutów za 3 punkty (2001) oraz zwycięzcą konkursu wsadów (1996). Kolejny z braci – Jon występował w NBA przez 14 lat, reprezentując barwy ośmiu drużyn. Najstarszy z rodzeństwa Scooter grał zawodowo przez 17 lat, zdobywając mistrzostwo Belgii (2004) oraz CBA (1995).
W ostatnim sezonie swojej kariery występował w Prokomie Trefl Sopot. W trakcie 41 spotkań notował średnio 7,5 punktu, 4,7 asysty i 2,1 zbiórki na mecz. 

## Osiągnięcia
Na podstawie, o ile nie zaznaczono inaczej.
NCAA
- Uczestnik rozgrywek:
  - Sweet 16 turnieju NCAA (1996)
  - turnieju NCAA (1993, 1996)
- Mistrz:
  - turnieju konferencji Atlantic Coast (ACC – 1993)
  - sezonu regularnego ACC (1996)
- Zaliczony do:
  - I składu najlepszych pierwszorocznych zawodników ACC (1993)
  - II składu ACC (1996)
- Lider ACC w asystach (1994–1996)

Drużynowe
- Wicemistrz:
  - FIBA EuroCup Challenge (2003)
  - Polski (2003)